# Арзаканцян, Тигран Григорьевич
Тигра́н Григо́рьевич Арзаканця́н (арм. Տիգրան Գրիգորիի Արզաքանցյան; род. 7 августа 1966, Камо) — армянский бизнесмен и политик, ранее занимавший должность депутата Национального собрания Армении. Владелец винно-коньячной Грэйт Велли», а также является нынешним председателем партии «Сила Отечества».

## Биография
- Родился 7 августа 1966 года в городе Камо Армянской ССР (ныне Гавар Гегаркуникской области).
- 1979—1984 – учился в Зоотехническом и ветеринарном техникуме Камо, получил диплом ветеринарного техника.
- 1984—1986 — служил в советской армии.
- 1986—1998 — занимался бизнесом в России.
- 1998—2003 — директор СП ООО “Грейт Вэлли”. В 1998 году основал вместе с Робертом Азаряном основал  винно-коньячную компанию Great Valley.
- 2003 – основал Благотворительный фонд Тиграна Арзаканцяна, которым управляет его мать Варсеник Григорян.
- 2003—2007 — был депутатом парламента. Член постоянной комиссии по финансово-кредитным, бюджетным и экономическим вопросам.
- 12 мая 2007 — вновь избран депутатом.
- 19 июня 2007 – 11 июля 2008 – член постоянной комиссии по вопросам здравоохраниения, материнства и детства.
- 2008 – купил один из заводов коньячного дома Hine, расположенный во Франции. Помимо коньячного бизнеса, ему также принадлежит 51% акций ЗАО «Парамаунт Голд Майнинг», занимающегося добычей золота в Армении.
- 11 июля 2008 – 4 мая 2009 – член комиссии по социальным вопросам
- С 4 мая 2009 года и до конца четвертого созыва он является членом постоянной комиссии по экономическим вопросам.
- В 2016 году Комитет государственных доходов Армении предъявил ему обвинение в причинении крупного ущерба государству.
- В 2017 участвовал в парламентских выборах по списку республиканской партии и отвечал за Гераркунинскую область, партия заняла 2 место.
- В 2018 встретил свою вторую супругу Наталью Ротенберг
- В 2018 политическая деятельность была приостановлена и стал заниматься бизнесом и семьей.
- 2019 год – заключил брак с Натальей Ротенберг
- 2021 принял участие в Парламентских выборахи был кандидатом в Премьер-министры Армении
- 2022 зарегистрировал свою политическую партию Сила Отечества
- 2023 Сила отечества приняла участие в городских выборах Еревана

## Семья
Жена Наталья Сергеевна (род. 18 января 1981, Курган, урожд. Скарлыгина). В браке с июня 2019 года. В 1-м браке была замужем за Аркадием Романовичем Ротенбергом. 